# William Cumback
William Cumback (* 24. März 1829 bei Mount Carmel, Franklin County, Indiana; † 31. Juli 1905 in Greensburg, Indiana) war ein US-amerikanischer Politiker. Zwischen 1855 und 1857 vertrat er den Bundesstaat Indiana im US-Repräsentantenhaus.

## Werdegang
William Cumback besuchte die öffentlichen Schulen seiner Heimat und studierte danach an der Miami University in Oxford (Ohio). Anschließend arbeitete er zwei Jahre lang als Lehrer. Nach einem anschließenden Jurastudium an der Cincinnati Law School und seiner im Jahr 1853 erfolgten Zulassung als Rechtsanwalt begann er in Greensburg in diesem Beruf zu praktizieren. Gleichzeitig schlug er als Mitglied der kurzlebigen Opposition Party eine politische Laufbahn ein; später wechselte er dann zu den Republikanern.
Bei den Kongresswahlen des Jahres 1854 wurde Cumback im vierten Wahlbezirk von Indiana in das US-Repräsentantenhaus in Washington, D.C. gewählt, wo er am 4. März 1855 die Nachfolge von James Henry Lane antrat. Da er im Jahr 1856 nicht bestätigt wurde, konnte er bis zum 3. März 1857 nur eine Legislaturperiode im Kongress absolvieren. Diese waren von den Ereignissen und Diskussionen im Vorfeld des Bürgerkrieges geprägt.
Nach seinem Ausscheiden aus dem US-Repräsentantenhaus arbeitete Cumback zunächst wieder als Anwalt. Während des Bürgerkrieges war er Zahlmeister im Heer der Union. 1866 wurde er in den Senat von Indiana gewählt. Im Jahr 1868 wurde er Vizegouverneurs seines Heimatstaates; 1869 kandidierte er erfolglos für den US-Senat. Zwischen 1871 und 1883 arbeitete er für die Bundesfinanzbehörde. William Cumback war auch Kurator der DePauw University. Im Jahr 1896 strebte er erfolglos das Amt des Gouverneurs an. Er starb am 31. Juli 1905 in Greensburg.